# Castedo (Alijó)
Castedo is een plaats (freguesia) in de Portugese gemeente Alijó en telt 467 inwoners (2001).